# تجاوب مشترك
في الرياضيات يسمى الفضاء الطوبولوجي إكس بأنه قابل للانكماش إذا كانت الخريطة المحايدة عند إكس غير مثلية التوضع أي إذا كانت مثلية التوضع بالنسبة لبعض الدوال الثابتة. ومن البديهي أن الفضاء القابل للانكماش هو الفضاء الذي يمكن أن ينكمش إلى نقطة من النقاط.
والفضاء القابل للانكماش هو بالضبط فراغ من النمط مثلي التوضع لنقطة من النقاط. وهذا يستلزم أن تكون المجموعات مثلية التوضع للفضاء القابل للانكماش مجموعات زهيدة. ولذلك فإنه لا يمكن انكماش أي مجموعة مثلية التوضع إذا كانت غير زهيدة. وبالمثل، لما كان التماثل الفردي ما هو إلا تعبير جبري ثابت عن مثلية التوضع، فإن جميع مجموعات التماثل المخفض للفضاء القابل للانكماش من النوع الزهيد.
بالنسبة للفضاء الطوبولوجي إكس فجميع ما يلي متكافئ (واي هنا هي الفضاء الطوبولوجي المطلق):
- إكس قابل للانكماش (أي أن الخريطة المتطابقة عديمة المثلية).
- إكس هو نظير مثلي التوضع لفضاء النقطة الواحدة.
- إكس انسحاب التشوه إلى نقطة ما. (ومع ذلك يوجد فراغات لا تنسحب تشوهاتها بشدة إلى أي نقطة.)
- وفي أي خريطتين إف وجي: يكون واي -> إكس مثليا التوضع.
- وفي أي خريطة إف: يكون واي -> إكس عديم المثلية.

وعادة ما يكون المخروط على الفضاء إكس قابلاً للانكماش. ومن ثم فإن أي فضاء يمكن ضمه في فضاء قابل للانكماش (وهذا يبين أن الأنماط الفرعية من الفضاء القابل للانكماش لا يشترط أن تكون قابلة للانكماش).
زيادة على ذلك، يكون إكس قابل للانكماش إذا وإذا فقط وجد انسحاب من المخروط إكس إلى إكس.
ويكون كل فضاء قابل للانكماش فضاءً متصلاً وبسيط الاتصال. وبسبب تلاشي كل المجموعات مثلية التوضع، فإن كل فضاء قابل للانكماش يكون مرتبطنوني لأن ن > 0.

## الفضاء المنكمش موضعيًا
يكون الفضاء الطوبولوجي قابل للانكماش موضعيًا إذا كان لكل نقطة قاعدة موضعية للـجوار القابل للانكماش. والفراغات القابلة للانكماش ليست بالضرورة قابلة للانكماش موضعيًا ولا العكس. فمثلا، يكون الفراغ المشطي قابلاً للانكماش مع أنه غير قابل للانكماش موضعيًا (وإلا كان من المفترض أن ترتبط موضعيًا وهذا غير واقع). والفراغات القابلة للانكماش موضعيًا هي مرتبطة نونية لأن جميع قيم ن > 0. وتكون هذه الفراغات على وجه الخصوص مرتبطة موضعيًا ببساطة ومرتبطة الممر موضعيًا ومرتبطة محليًا.

## أمثلة ومضادات
- أي فضاء إقليدي هو فضاء قابل للانكماش كما في مجال النجوم على الفضاء الإقليدي.
- مشعب الدخينة قابل للانكماش.
- مجالات أي بعد محدود من النوع القابل للانكماش.
- مجال الوحدة في فضاء هلبرت غير المحدود البعد يكون قابل للانكماش.
- البيت المكون من غرفتين هو المثال النموذجي للفضاء القابل للانكماش ولكنه غير منطقي بداهة.
- قبعة الغبي
- المخروط على قرط هاواي قابل للانكماش (لأنه مخروط)، ولكنه غير قابل للانكماش الموضعي أو حتى الارتباط الموضعي البسيط.
- جميع متعددات الشعب ومركبات سي دبليو قابلة للانكماش الموضعي ولكنها في مجموعها غير قابلة للانكماش.